# Male (band)
 For alternative betydninger, se Male. (Se også artikler, som begynder med Male)
Male var et af de vigtigste og tidligste tyske punkbands.
Bandet blev grundlagt i Düsseldorf i december 1976 og lagde sig stilmæssigt tæt op ad engelske The Clash.
Deres første og eneste LP "Zensur & Zensur" var det første punkalbum med tekster udelukkende på tysk. I 1980 skiftede de navn til "Vorsprung" og opløstes kort efter. To af de tidligere medlemmer dannede bandet Die Krupps. 

## Udgivelser
- „Zensur & Zensur“, LP, 1979
- „Clever & Smart/Casablanca“, 7", 1979
- „Technoland/Balla Balla“, 7" (Vorsprung), 1980

## Weblinks
- officiel hjemmeside Arkiveret 2. februar 2019 hos  Wayback Machine